# Lijst van ministers van Financiën van de Duitstalige Gemeenschap
Dit is een lijst van ministers van Financiën in de regering van de Duitstalige Gemeenschap.

## Lijst
| Nr.                                        | Minister | Minister                   | Partij | Partij | Begin            | Einde            | Regering(en)          |
| ------------------------------------------ | -------- | -------------------------- | ------ | ------ | ---------------- | ---------------- | --------------------- |
| 1                                          |          | Bruno Fagnoul (1936-2023)  |        | PFF    | 30 januari 1984  | 11 november 1986 | Fagnoul               |
| vacant (11 november 1986-13 november 1990) |          |                            |        |        |                  |                  |                       |
| 2                                          |          | Joseph Maraite (1949-2021) |        | CSP    | 13 november 1990 | 6 juli 1999      | Maraite II, III       |
| 3                                          |          | Karl-Heinz Lambertz (1952) |        | SP     | 6 juli 1999      | 26 juni 2014     | Lambertz I, II en III |
| 4                                          |          | Oliver Paasch (1971)       |        | ProDG  | 26 juni 2014     | heden            | Paasch I, II en III   |